# SAPIX小学部
SAPIX小学部（サピックスしょうがくぶ）は、難関中学受験を対象とした中学受験塾。1989年設立。2010年5月より代々木ゼミナールのグループ会社「株式会社日本入試センター」が経営母体となっている。

## 歴史
1989年6月にTAP進学教室などから講師が独立し「株式会社ジーニアス研究所」を設立。東京校と杉並校の2校が開校された。附帯事業の分社を経て「株式会社ジーニアスエデュケーション」へ経営が移動した。
2010年5月には全株式が代々木ゼミナールの関連会社である株式会社日本入試センターに譲渡された。
2011年12月には小田急電鉄と提携し、同社の「小田急こどもみらいクラブ」にSAPIXの学童保育部門「ピグマキッズ」の教材・スタッフを提供しているほか、2012年3月には進学会と提携し、進学会の札幌市内の教室で「SAPIXメソッドコアマスターコース」を開設した。

## 校舎
- 東京都：東京校（日本橋）・中野校・吉祥寺校・渋谷校・自由が丘校・用賀校・成城校・下高井戸校・練馬校・王子校・国立校・高田馬場校・町田校・永福町校・白金高輪校・白金台校・お茶の水校・豊洲校・巣鴨校・仙川校・茗荷谷校・大井町校・赤羽橋校・晴海校
- 神奈川県：横浜校・日吉校・たまプラーザ校・青葉台校・センター南校・上大岡校・大船校・茅ヶ崎校・若葉台校・東戸塚校・武蔵小杉校
- 千葉県：松戸校・柏校・西船校・千葉校・海浜幕張校・新浦安校
- 埼玉県：南浦和校・新越谷校・大宮校・所沢校
- 兵庫県：西宮北口校・住吉校・三宮校
- 大阪府：上本町校・千里中央校

### 閉校した校舎
- 東京都：西東京校（荻窪）（吉祥寺に移転）・立川校（国立に移転）
- 神奈川県：登戸校（成城に移転）・宮前平校（たまプラーザ校に統合）

## 出版物
算数の分野別問題集、社会の地理（アトラス地図帳）、歴史カード、重大ニュース、理社コアプラス、言葉ナビ、漢字の要、国語の要などさまざまである。

## 著作権侵害問題
松谷みよ子・谷川俊太郎・五味太郎をはじめとする作家・詩人が、同社と希学園がそれぞれ発行している問題集に、勝手に作品を掲載され、著作権を侵害されたとして、2007年6月21日に、両社に対して、東京地裁に出版差し止めの仮処分を申請した。また、希学園に対しては、約2,400万円の損害賠償請求訴訟も起こしている。